# ヤンゴン証券取引所
ヤンゴン証券取引所（ヤンゴンしょうけんとりひきじょ、ビルマ語: ရန်ကုန်စတော့အိတ်ချိန်း; 略称 YSX）は2015年10月にヤンゴンのミャンマー中央銀行とミャワディ銀行本部の跡地に設立された証券取引所。2014年12月23日に日本の大和証券グループ本社傘下の大和総研と日本取引所グループが国営ミャンマー経済銀行が証券取引所開設のための合弁企業を設立。合弁会社「ヤンゴン証券取引所合弁事業有限責任会社」は資本金US$3,100 万で始動した。ミャンマー政府によると、出資比率はミャンマー経済銀51%、大和総研が30.25%、日本取引所が18.75%である。地元財閥企業ファースト・ミャンマー・インベストメント（FMI）が取引開始と同時に株式公開し、上場第一号となった。証券取引委員会はヤンゴン証取の決済銀行にカンボーサ銀行を選定した。
マウン・マウン・セイン金融大臣補佐官はヤンゴン取引所設立から3ヶ月以上後の2016年3月25日に商業取引所を開始する見通しを発表。
ファースト・ミャンマー・インベストメント・コーポレーションが自己の株式を開設日当日に売却し、4月中にヤンゴンのティラワ経済特区の開発を行うミャンマー・ティラワSEZホールディングスが第2号として上場、ミャンマー市民銀行、第一プライベート銀行、Great Hor Kham公開会社、ミャンマー農業公社の上場を承認されており、後日株式を公開する予定であるとした。これに先立ち、ミャンマー証券取引委員会は、大和証券の現地法人ミャンマー証券取引センターなどに免許を付与した。前述の上場予定企業のうち、ミャンマー市民銀行が2016年に、第一プライベート銀行が2017年に上場した。
大和証券によるミャンマー初の証券取引所開設への取り組みは1993年にバンコクでミャンマー当局と接触したことに遡り、22年目にして漸く実現にこぎつけた。金融庁など日本の省庁が法整備を支援しており、日本の官民が一体で全面的に設立に協力している。
2020年3月20日より、ミャンマー国内の証券会社に口座を有する外国人投資家の投資を解禁する。但し、上場各社の外国人全体の持ち分は最大35%に制限される。

## 上場企業
1. ファースト・ミャンマー・インベストメント（英語版）（複合コングロマリット）　上場第一号
2. ミャンマー・ティラワSEZホールディングス（工業団地開発）
3. ミャンマー市民銀行（ビルマ語版）（銀行業）
4. ファースト・プライベート銀行（ビルマ語版）（銀行業）
5. TMHテレコム（通信業）